# Zwanzig

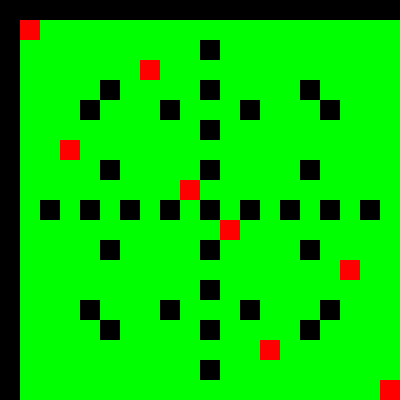
Die Zahl 20 dargestellt als unitärer Ring. Ist das Produkt zweier Zahlen die neutrale Eins, so ist dies rot dargestellt, ist es Null, so ist schwarz dargestellt, der Rest grün.

Die Zwanzig (20) ist die natürliche Zahl zwischen Neunzehn und Einundzwanzig. Sie ist gerade.

## Sprachliches
Das deutsche Zahlwort Zwanzig stammt von althochdeutsch zweinzig ab und ist eine Zusammensetzung aus zwein und der Endsilbe -zig, die „Zehner“ bedeutet, steht also für zweimal zehn oder zwei Zehner.
Viele Sprachen haben jedoch einen eigenen Wortstamm für diese Zahl, aus dem indogermanischen Urwort  *wi-k'm.ti- beispielsweise haben sich das griechische εἴκοσι (eikosi), das lateinische viginti, viṃśatí im Sanskrit, oder die keltischen Varianten ugain im Walisischen, ugent im Bretonischen und fiche im Irischen entwickelt.
Dies sind Hinweise auf die frühere Verwendung eines Vigesimalsystems, das wohl daraus entstanden ist, dass man die zehn Finger und die zehn Zehen des menschlichen Körpers zum Zählen verwendete. In einigen europäischen Sprachen finden sich noch Zahlwörter, die auf dieses Zwanzigersystem zurückgehen, so in den keltischen Sprachen, im Dänischen und Französischen (vgl. französisch quatre-vingt-seize – sechsundneunzig – wörtlich „vier-zwanzig-sechzehn“). Auch der englische Ausdruck score steht für zwanzig, man zählt one score, two score,… (20, 40,…).
Weitgehende Verwendung fand das Vigesimalsystem auch in den Hochkulturen Mittelamerikas, hier gibt es in einigen Mayadialekten für das Zahlwort neben hun kal, „ein Zwanziger“, auch die Form hun uinic, wörtlich übersetzt „ein Mann“, was das tatsächliche Abzählen an Fingern und Zehen einer Person wiedergibt. In der Sprache der Maya gibt es auch einfache Wörter für die Potenzen von 20, also für 400, 8000 und 160.000.
Vom griechischen εἴκοσι stammt die Vorsilbe (e)ikos-, vom lateinischen viginti mit der Ordnungszahl vigesimus, der zwanzigste, die Formen vigint- und vigesim- ab, die in Fremdwörtern Verwendung finden, Beispiele: Eikosanoid.
Aus dem englischen Wort twenty hat sich für Menschen im Alter von 20 bis 29 im Deutschen in Analogie zu dem Begriff Teenager (Kurzform: Teen) der Begriff Twen gebildet.

## Mathematisches

Ikosaeder

20 ist die vierte Tetraederzahl. Das Ikosaeder besteht aus 20 Flächen, während das zum Ikosaeder duale Pentagondodekaeder 20 Ecken hat.

## Kultur und Gesellschaft
- Liebe mit zwanzig ist ein internationaler Episodenfilm verschiedener bedeutender Filmregisseure aus dem Jahr 1962.
- Von Zwanzig bis Dreißig von Theodor Fontane
- Twenty ist der Name eines Albums der US-amerikanischen Rockband Lynyrd Skynyrd sowie eines Albums des US-amerikanischen Blues-Musikers Robert Cray.
- Der Maya-Kalender besteht wie das Zahlensystem im Wesentlichen auf der Basis 20.
- In Japan bezeichnet 20 traditionell das Lebensalter der Volljährigkeit.
- Société des Vingt, deutsch Gesellschaft der Zwanzig, hieß eine französische Kunstvereinigung im 19. Jahrhundert
- Im Mittelalter[1] die doppelte Zahl der Zehn Gebote und somit deren durch Liebe bei Handeln und Gesinnung verdoppelte Bedeutung[2]

## Physik
- Eine der Magischen Zahlen von Atomkernen.